# Драган Јеленковић
Драган Јеленковић (Панчево, 20. јун 1959.) српски је сликар, вајар и ликовни педагог.

## Биографија
Драган Јеленковић је 1984. дипломирао на Одсеку за италијански језик и књижевност Филолошког факултета у Београду. Потом је 1990. дипломирао на Одсеку за вајарство Факултета ликовних уметности у Београду у класи професора Јована Кратохвила. Завршио је 1992. магистарске студије, Одсек за вајарство Факултета ликовних уметности у Београду, у класи професора Славољуба Цаје Радојчића. Члан је УЛУС-а од 1990.
Од 1991. до 2001. ради као сликар-дизајнер у Центру за културу Олга Петров у Панчеву. У истом периоду је и члан Уметничког савета Галерије савремене уметности и Бијенала скулптуре, када активно учествује у раду и реализацији програма Галерије. Од 1993. асистент је на предмету Ликовно образовање на Архитектонском факултету Универзитета у Београду, од 2001. је доцент, а од 2006. ванредни професор на овом факултету. Са Бранком Павићем 1995. оснива експерименталну, мултимедијалну Радионицу 301 Архитектонског Факултета Универзитета у Београду. Од 2000. до 2004. шеф је Катедре за визуелне комуникације на Архитектонском факултету Универзитета у Београду. Члан је кустоског тима изложбе XX Бијенала младих у Вршцу (1998).
Јеленковић је један од оснивача слободне асоцијације уметника Отворена осећајност, при Галерији савремене уметности Центра за културу Олга Петров у Панчеву (1999). Боравио у је 2000. у Паризу на стручном усавршавању. Добитник је Октобарске награде града Панчева за 1997. годину.
Од 2000. до 2004. био је члан Савета за културу СО Панчева. Од 2002. до 2004. председник је Управног одбора Завода за заштиту споменика културе  у Панчеву. 2006. био је уметнички директор 12. Бијенала уметности Одбрана природе Центра за културу Панчево. Од 2005. до 2008. био је уредник и продуцент Галерије савремене уметности Центра за културу Панчево. 2007-2008. био је уредник редакције Постпродукција и издаваштво Културног центра Панчева. Излагао је на бројним самосталним и групним изложбама у Панчеву, Београду, Новом Саду, Зрењанину, Паризу, Загребу, Ријеци, Суботици, Грацу, Љубљани, Сомбору, Подгорици, Вршцу, Кикинди, ...